# Puntate di Piccole donne (miniserie televisiva 2017)
Le puntate della miniserie televisiva Piccole donne (Little Women) sono state trasmesse nel Regno Unito sul canale BBC One dal 26 al 28 dicembre 2017.
In Italia, l'intera miniserie è stata resa disponibile l'11 maggio 2018 su Sky Box Sets e trasmessa su Sky Uno dall'11 al 25 maggio 2018. In chiaro è andata in onda il 26 e 27 dicembre su Canale 5.
| nº | Titolo originale | Titolo italiano | Prima TV UK      | Pubblicazione Italia |
| -- | ---------------- | --------------- | ---------------- | -------------------- |
| 1  | Part 1           | Parte 1         | 26 dicembre 2017 | 11 maggio 2018       |
| 2  | Part 2           | Parte 2         | 27 dicembre 2017 | 11 maggio 2018       |
| 3  | Part 3           | Parte 3         | 28 dicembre 2017 | 11 maggio 2018       |

## Parte 1
- Diretta da: Vanessa Caswill
- Scritta da: Heidi Thomas

### Trama
Le quattro sorelle March, Meg, Jo, Beth e Amy stanno crescendo durante la guerra civile americana a Concord, nel Massachusetts, mentre il padre Robert, un pastore, è fuori in combattimento. La madre, Marmee, cerca di mantenere le loro opere caritatevoli mentre Robert è lontano e, a Natale, trovando una famiglia povera, convince le figlie a rinunciare al loro pasto natalizio per donarlo agli sventurati. Nel vialetto Jo incontra Theodore "Laurie" Laurence, nipote del vicino di casa, che ha recentemente perso la madre. Laurie racconta a suo nonno cosa hanno fatto le ragazze e il signor Laurence offre loro la cena di Natale.
Le due sorelle più grandi lavorano, Meg come istitutrice e Jo come dama di compagnia della sua ricca zia, sebbene aspiri a diventare una scrittrice. La sorella più giovane, Beth, ha abbandonato gli studi per lavorare come casalinga mentre la più piccola, Amy, è ancora a scuola. Nonostante le loro varie occupazioni, continuano a fare amicizia con Laurie e la famiglia Laurence, nonché con l'istitutore di Laurie, John Brooke, che mostra da subito un particolare interesse per Meg, irritando Jo.
Marmee riceve un telegramma che la informa che suo marito è gravemente malato, ma non può permettersi un biglietto del treno per Washington per andare da lui. La donna con successo chiede a zia March i soldi per andare dal marito, ma, ignara della situazione, Jo è già andata da un sarto al quale ha venduto i capelli per il prezzo della tariffa. Marmee parte per Washington e una risoluta Jo decide di essere coraggiosa ora che lei e le sue sorelle dovranno gestire la casa da sole.

## Parte 2
- Diretta da: Vanessa Caswill
- Scritta da: Heidi Thomas

### Trama
Con Marmee lontana, le ragazze cercano di cavarsela da sole. Amy si mette nei guai a scuola e viene frustata, gesto che la spinge a ritirarsi. Meg partecipa al suo primo ballo ed è turbata nel vedere che le sue amiche credono che lei e sua madre abbiano dei progetti matrimoniali che coinvolgono Laurie. Nel prendersi cura degli Hummel, la povera famiglia tedesca, Beth contrae la febbre scarlatta. Amy viene spedita dalla zia per evitare il contagio, mentre Meg e Jo si occupano di Beth. Nonostante la loro cocciutaggine nel cercare di non avvertire Marmee, Laurie manda un telegramma alla donna che subito si precipita a casa per accudire Beth. Il giovane Laurence bacia Jo, ma lei lo respinge, chiedendogli di restare semplici amici.
A Natale Beth si riprende, un editore accetta di pubblicare un racconto di Jo e il padre delle ragazze torna dalla guerra, debole ma guarito.
Jo dice a Marmee che Brooke è innamorato di Meg e si sorprende nello scoprire che non solo Marmee ne è a conoscenza, ma spera oltretutto che Meg ricambierà il suo amore. Brooke si arruola nell'esercito e prima di partire propone a Meg di sposarlo, ma lei rifiuta. Tuttavia, una volta che la zia March esprime il suo disprezzo per Brooke, Meg realizza di esserne innamorata e accetta la sua proposta. Il giovane parte per la guerra e al suo ritorno i due si sposano. Alle nozze, zia March si riconcilia con Meg.
Nel frattempo Jo riceve l'offerta di pubblicare il suo libro per trecento dollari e si arrabbia quando il padre le propone di rifiutare.
Al matrimonio di Meg e Brooke, ancora una volta Laurie manifesta il suo amore per Jo, ma lei lo respinge dicendo di essere intenzionata a rimanere zitella.

## Parte 3
- Diretta da: Vanessa Cawill
- Scritta da: Heidi Thomas

### Trama
Un anno dopo il matrimonio, Meg è incinta di due gemelli, Jo si ritrova colpita dal blocco dello scrittore in seguito al fallimento del suo romanzo, Beth continua a lottare per rimettersi in salute e Amy viene invitata dalla zia Carrol a unirsi a lei e alla cugina in un tour dell'Europa.
Frustrata dalla sua vita stagnante e consapevole che Laurie continua a nutrire sentimenti romantici nei suoi confronti, Jo parte per lavorare come istitutrice in una pensione a New York. Lì incontra un professore tedesco, il signor Bhaer e inizia a scrivere di nuovo. Jo sviluppa una profonda amicizia col professore ma torna a casa per stare accanto a Beth e portarla al mare. Laurie rende di nuovo chiari i suoi sentimenti per Jo, la quale gli dice una volta per tutte che non lo ama. Il signor Laurence riesce a convincerlo a viaggiare in Europa per cercare di dimenticare Jo. Si imbatte in Amy, per la quale comincia a nutrire un sentimento più profondo della semplice amicizia.
Beth ammette di essere gravemente malata e muore. Per superare il dolore, Jo inizia a scrivere una poesia, "Alla mia Beth", che viene ben accolta.
In Europa, Amy e Laurie si avvicinano ancora di più dopo la morte di Beth, finendo per innamorarsi e sposarsi prima di tornare a casa.
Jo si sente soffocata dalla sua vita tranquilla e ristretta e si confessa così alla zia March, che sta riportando in salute dopo un ictus. Sulla strada di casa incontra il professore Bhaer che è venuto da New York per rivederla e lo presenta alla sua famiglia.
Anni dopo, Jo sposa Bhaer e lo aiuta a gestire una scuola per ragazzi allestita a Plumfield, la casa che zia March ha lasciato a Jo dopo la sua morte. La famiglia si riunisce intorno alla proprietà per un picnic. Meg osserva che niente nella vita è mai perfetto e Jo risponde che però le cose possono andare per il verso giusto.